# Liste des monuments historiques de Fort-de-France
Ce tableau présente la liste de tous les monuments historiques classés ou inscrits dans la ville de Fort-de-France, Martinique, en France.

## Statistiques
Fort-de-France compte 35 édifices comportant au moins une protection au titre des monuments historiques, soit 28 % des protections de la Martinique. Six d'entre eux comportent au moins une partie classée ; les 29 autres sont inscrits.

## Liste
| Monument                                                     | Adresse                                                                         | Coordonnées                         | Notice         | Protection | Date | Illustration                                                 |
| ------------------------------------------------------------ | ------------------------------------------------------------------------------- | ----------------------------------- | -------------- | ---------- | ---- | ------------------------------------------------------------ |
| Bassin de radoub                                             |                                                                                 | 14° 36′ 12″ nord, 61° 03′ 51″ ouest | « PA97200038 » | Inscrit    | 2015 | Image manquante Téléverser                                   |
| Bibliothèque Schœlcher                                       | Rue de la Liberté                                                               | 14° 36′ 17″ nord, 61° 04′ 05″ ouest | « PA00105941 » | Classé     | 1993 | Bibliothèque Schœlcher                                       |
| Boulangerie SURENA                                           | 83 rue Victor-Hugo                                                              | 14° 36′ 16″ nord, 61° 04′ 17″ ouest | « PA97200011 » | Inscrit    | 2010 | Boulangerie SURENA                                           |
| Cathédrale Saint-Louis                                       | Rue Blénac Rue Antoine-Siger Place Monseigneur-Romero                           | 14° 36′ 15″ nord, 61° 04′ 12″ ouest | « PA00105958 » | Classé     | 1990 | Cathédrale Saint-Louis                                       |
| Église Notre-Dame du Rosaire de Redoute                      | 239 route de la Redoute                                                         | 14° 37′ 56″ nord, 61° 03′ 16″ ouest | « PA97200014 » | Inscrit    | 2009 | Église Notre-Dame du Rosaire de Redoute                      |
| Église Sacré-cœur de Balata                                  | Route de Balata                                                                 | 14° 38′ 57″ nord, 61° 04′ 44″ ouest | « PA97200036 » | Inscrit    | 2015 | Église Sacré-cœur de Balata                                  |
| Église Saint-Antoine-de-Padoue                               | Place de l'abbé Grégoire-Terres-Sainville                                       | 14° 36′ 43″ nord, 61° 04′ 14″ ouest | « PA97200049 » | Inscrit    | 2021 | Image manquante Téléverser                                   |
| Église Saint-Christophe                                      | 6 rue Saint-Christophe                                                          | 14° 36′ 42″ nord, 61° 03′ 10″ ouest | « PA97200037 » | Inscrit    | 2015 | Image manquante Téléverser                                   |
| Église Sainte-Thérèse                                        | Rue du Colibri                                                                  | 14° 36′ 29″ nord, 61° 03′ 33″ ouest | « PA97200023 » | Inscrit    | 2011 | Image manquante Téléverser                                   |
| Fontaine Gueydon                                             | Boulevard Amiral de Gueydon                                                     | 14° 36′ 24″ nord, 61° 04′ 26″ ouest | « PA97200010 » | Inscrit    | 2009 | Fontaine Gueydon                                             |
| Fort Saint-Louis                                             | Boulevard de Blénac Boulevard de Baas Route Dauphine                            | 14° 35′ 59″ nord, 61° 03′ 59″ ouest | « PA00105942 » | Classé     | 1973 | Fort Saint-Louis                                             |
| Hôpital militaire                                            | Place José-Marti                                                                | 14° 36′ 35″ nord, 61° 04′ 22″ ouest | « PA00105943 » | Inscrit    | 1979 | Image manquante Téléverser                                   |
| Hôtel de préfecture de la Martinique                         | 82 rue Victor-Sévère 25 rue du Gouverneur-Général-Félix-Eboué 1 rue Louis-Blanc | 14° 36′ 21″ nord, 61° 04′ 04″ ouest | « PA00105959 » | Inscrit    | 1990 | Hôtel de préfecture de la Martinique                         |
| Hôtel de ville / Théâtre Aimé Césaire                        | 116 rue Victor-Sévère 43-47 rue de la République                                | 14° 36′ 23″ nord, 61° 04′ 12″ ouest | « PA00105944 » | Inscrit    | 1979 | Hôtel de ville / Théâtre Aimé Césaire                        |
| Immeuble La Nationale                                        | 30 boulevard Général de Gaulle                                                  | 14° 36′ 26″ nord, 61° 04′ 02″ ouest | « PA97200044 » | Inscrit    | 2017 | Image manquante Téléverser                                   |
| Lycée Schœlcher                                              | 44 boulevard Robert-Attuly                                                      | 14° 36′ 13″ nord, 61° 04′ 38″ ouest | « PA97200016 » | Inscrit    | 2010 | Image manquante Téléverser                                   |
| Maison                                                       | 43 rue du Professeur-Raymond-Garcin                                             | 14° 37′ 05″ nord, 61° 04′ 42″ ouest | « PA00105986 » | Inscrit    | 1992 | Image manquante Téléverser                                   |
| Maison                                                       | 22-24 rue Garnier-Pagès                                                         | 14° 36′ 15″ nord, 61° 04′ 18″ ouest | « PA97200020 » | Inscrit    | 2011 | Image manquante Téléverser                                   |
| Maison                                                       | 115 rue Victor-Hugo                                                             | 14° 36′ 17″ nord, 61° 04′ 20″ ouest | « PA97200018 » | Inscrit    | 2010 | Image manquante Téléverser                                   |
| Maison                                                       | 6 rue du Révérend-Père-Pinchon                                                  | 14° 36′ 30″ nord, 61° 04′ 31″ ouest | « PA97200017 » | Classé     | 2011 | Image manquante Téléverser                                   |
| Maison                                                       | 8 rue du Révérend-Père-Pinchon                                                  | 14° 36′ 31″ nord, 61° 04′ 31″ ouest | « PA97200004 » | Inscrit    | 2004 | Image manquante Téléverser                                   |
| Maison Aimé Césaire                                          | 131 route de Redoute                                                            | 14° 37′ 29″ nord, 61° 03′ 39″ ouest | « PA97200029 » | Classé     | 2014 | Image manquante Téléverser                                   |
| Maison Didier                                                | 17 rue Martin-Luther-King                                                       | 14° 36′ 31″ nord, 61° 04′ 30″ ouest | « PA97200039 » | Inscrit    | 2015 | Image manquante Téléverser                                   |
| Marché aux viandes de Fort-de-France                         | Rue Lamartine Rue Antoine Siger                                                 | 14° 36′ 20″ nord, 61° 04′ 18″ ouest | « PA97200058 » | Inscrit    | 2019 | Image manquante Téléverser                                   |
| Musée départemental de la Martinique                         | 9 rue de la Liberté                                                             | 14° 36′ 12″ nord, 61° 04′ 08″ ouest | « PA00105969 » | Inscrit    | 1991 | Image manquante Téléverser                                   |
| Palais de justice / Espace Camille Darsières                 | Place Légitime-Défense                                                          | 14° 36′ 19″ nord, 61° 04′ 10″ ouest | « PA00105970 » | Inscrit    | 1991 | Palais de justice / Espace Camille Darsières                 |
| Phare du Fort Saint-Louis                                    | Boulevard du Chevalier-Sainte-Marthe                                            | 14° 35′ 54″ nord, 61° 04′ 00″ ouest | « PA97200030 » | Classé     | 2014 | Image manquante Téléverser                                   |
| Phare de la Pointe des Nègres                                | 141 rue du Petit-Pavois                                                         | 14° 35′ 59″ nord, 61° 05′ 25″ ouest | « PA97200031 » | Inscrit    | 2013 | Image manquante Téléverser                                   |
| Résidence les Tourelles, résidence du gouverneur Félix Eboué |                                                                                 | 14° 36′ 56″ nord, 61° 04′ 39″ ouest | « PA00105960 » | Inscrit    | 2019 | Résidence les Tourelles, résidence du gouverneur Félix Eboué |
| Statue de l'impératrice Joséphine                            | Rue de la Liberté                                                               | 14° 36′ 14″ nord, 61° 04′ 04″ ouest | « PA00105984 » | Inscrit    | 1992 | Statue de l'impératrice Joséphine                            |
| Vieux moulin de Didier                                       | Route de Didier                                                                 | 14° 37′ 45″ nord, 61° 04′ 45″ ouest | « PA00105985 » | Inscrit    | 1992 | Image manquante Téléverser                                   |
| Villa les Bosquets                                           |                                                                                 | 14° 36′ 24″ nord, 61° 04′ 27″ ouest | « PA97200051 » | Inscrit    | 2019 | Image manquante Téléverser                                   |
| Villa Louisiane                                              | 32 rue du Professeur-Raymond-Garcin                                             | 14° 36′ 57″ nord, 61° 04′ 42″ ouest | « PA97200002 » | Inscrit    | 2004 | Image manquante Téléverser                                   |
| Villa Monplaisir                                             | Bellevue, 5 boulevard de Verdun                                                 | 14° 36′ 14″ nord, 61° 04′ 43″ ouest | « PA97200019 » | Inscrit    | 2010 | Villa Monplaisir                                             |
| Villa Primerose                                              | 72 rue du Professeur-Raymond-Garcin                                             | 14° 37′ 19″ nord, 61° 04′ 40″ ouest | « PA97200003 » | Inscrit    | 2004 | Villa Primerose                                              |

## Monuments historiques radiés
Le fort Desaix a été radié du titre de monument historique en 2011, lorsque des travaux d'aménagement ont été nécessaires pour le regroupement des forces armées françaises aux Antilles.
| Monument                | Adresse                             | Coordonnées                         | Notice         | Protection     | Date           | Illustration               |
| ----------------------- | ----------------------------------- | ----------------------------------- | -------------- | -------------- | -------------- | -------------------------- |
| Ancien hôpital civil    | rue Carlos-Finlay                   | 14° 36′ 40″ nord, 61° 04′ 29″ ouest | « PA00135666 » | Inscrit Démoli | 1995 2004      | Image manquante Téléverser |
| Fort Desaix             | Morne Garnier                       | 14° 36′ 59″ nord, 61° 03′ 54″ ouest | « PA97200015 » | Inscrit Radié  | 2009 2011      | Image manquante Téléverser |
| Résidence les Tourelles | 64 rue du Professeur-Raymond-Garcin | 14° 37′ 15″ nord, 61° 04′ 40″ ouest | « PA00105960 » | Inscrit Radié  | 1990 2012 2015 | Image manquante Téléverser |